# Paysagiste
Pour les articles homonymes, voir Paysagiste (homonymie).
Ne doit pas être confondu avec Peintre paysagiste.
Un paysagiste (parfois qualifié d'architecte-paysagiste) est un professionnel en capacité d'analyser, diagnostiquer le paysage et conçoit des projets en vue d'améliorer la qualité de cet environnement. Cette discipline aborde différentes échelles : grand territoire, région, département, commune, quartier, parc, jardin.
L'architecture du paysage est une profession  pluridisciplinaire puisant les connaissance fondamentales en écologie, géographie, en art, en politique, reliant les acteurs d'un territoire entre eux. Son statut le rapproche de l'ingénieur, bien qu'il soit à la jonction des domaines artistique, technique et théorique.
La pratique amène à mobiliser des notions en conception de l'espace, esthétique, sciences naturelles (botanique notamment), en agronomie, géomorphologie, sociologie, urbanisme, droit, hydrologie, DAO, graphisme, etc. Il lui faut pour cela, non seulement des connaissances techniques, mais aussi économiques, sociales, environnementales et humaines reposant sur une solide culture scientifique et artistique générale.
Cela passe par le ménagement ou l'aménagement. La conception et l'aménagement d'espaces paysagers à plusieurs échelles (grands territoires, communes, quartiers, parcs, jardins, etc.). Il est un acteur de la société et participe entre autres au projet urbain et au projet de territoire dans des missions d'assistance à maîtrise d'ouvrage (AMO) et maîtrise d'œuvre (MOE). Sa pratique professionnelle est appelée architecture du paysage ou paysage (et non « paysagisme » qui constitue un abus de langage). L'architecte-paysagiste peut être salarié ou exercer à titre libéral.
Le terme "paysagiste" utilisé seul peut également désigner une personne qui intervient dans la réalisation de travaux d'aménagement paysager. On parle alors d'entrepreneur paysagiste, jardinier-paysagiste ou paysagiste-ouvrier, intervenant entre autres sur l'aménagement paysager extérieur aux constructions.
Le métier d'architecte-paysagiste correspond à la catégorie 2162.1 de la Classification internationale type des professions de l'OIT, et est représenté au niveau international par la Fédération internationale des architectes-paysagistes (IFLA) (en). La France a modifié cet intitulé au profit du titre de « paysagiste concepteur », créé en 2016.

## Histoire
(21 octobre 2016).
L'origine du métier de paysagiste remonte aux premiers grands jardiniers. Ils dessinaient des jardins et des parcs. En 1599, lorsqu'en Henri IV organise la corporation des jardiniers, il crée officiellement les quatre branches du métier. D'abord les « maraîchers », chargés de la culture des légumes. Ensuite les « floresses », aujourd'hui appelés horticulteurs-fleuristes, et les « treillageurs », spécialisés dans la culture et l'entretien des arbres fruitiers. Enfin les « préoliers » qui pourraient être nos pépiniéristes et nos élagueurs-arboristes. Les « courtilliers », aujourd'hui les jardiniers-paysagistes, devant être instruits aux disciplines précédentes. Ils ont la charge de la création et de l'entretien du jardin d'agrément. Seule cette branche — les anciens « courtilliers » — a été reconnue à ce jour[Quand ?] par l'association ouvrière des Compagnons de France. Ils sont désormais connus sous le nom de Compagnons Passants Paysagistes du Devoir.
En France, le métier de paysagiste, dans ses dimensions actuelles, a pris son essor lors des grandes reconstructions de l'après-guerre. La formation des paysagistes DPLG est née avec la création en 1976 de l'école nationale supérieure de paysage de Versailles. Communes aux écoles supérieures de paysage, la formation devient en 2014 celle des paysagistes diplômés d'État (paysagiste DE) à l'issue de la promulgation du décret no 2014-1400 du 24 novembre 2014.

## Domaines et temps d'intervention

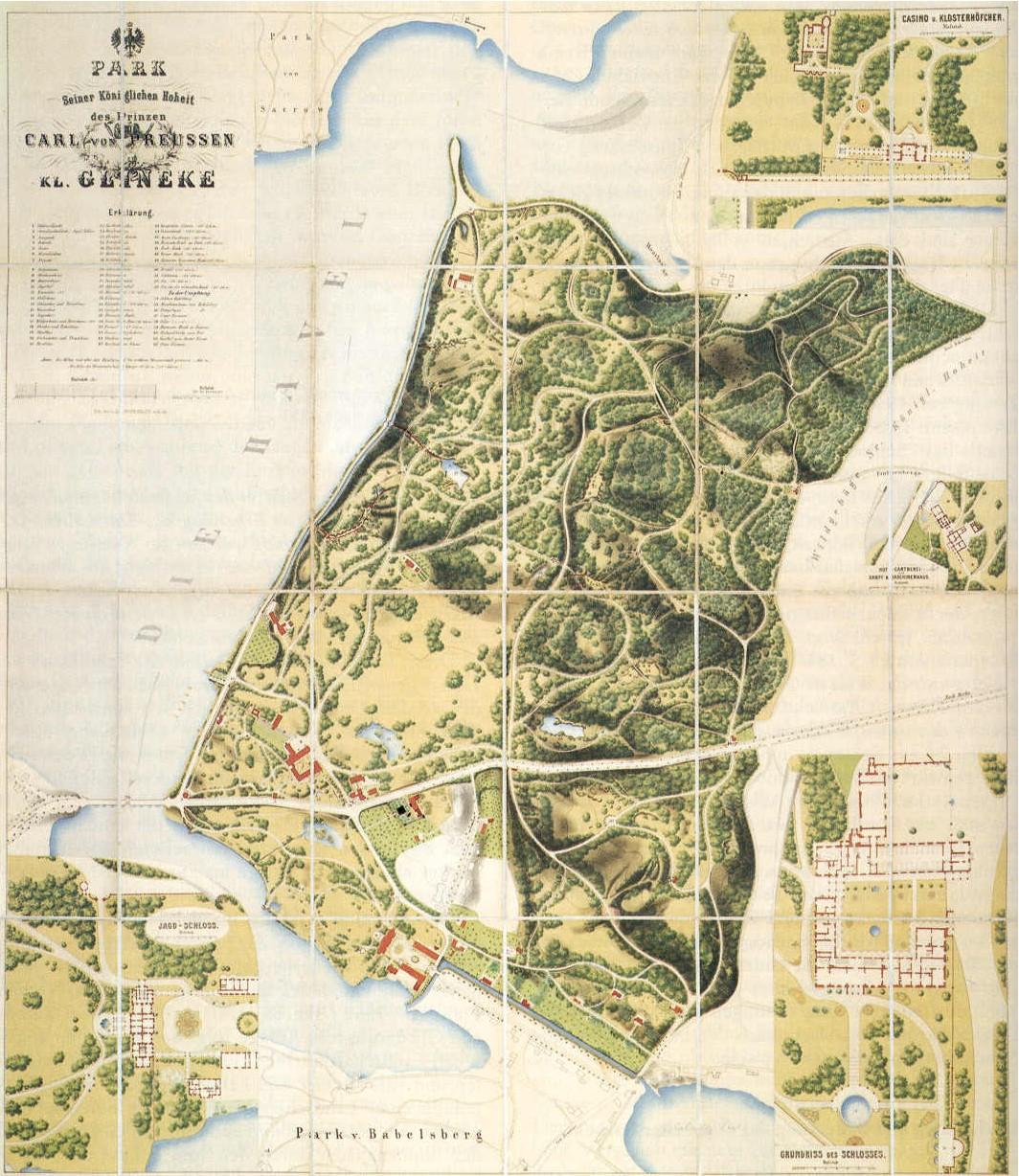
Plan du parc de Glienicke, en Allemagne.

### Préambule à la richesse de l'intervention
Le métier de paysagiste est généraliste et spécialisé à la fois. Il est caractérisé par sa capacité à travailler à différentes échelles sur des éléments en permanente évolution (éléments naturels, culturels et sociaux). Il est également caractérisé par sa capacité à s'adapter et s'ouvrir à une grande diversité de territoires ruraux et urbains dans leur grande diversité (paysages urbains, péri-urbains, agricoles, montagneux, littoraux, etc.).
Le métier de paysagiste est transversal aux différents champs de l'aménagement du territoire et s'est diversifié dans le temps, on cite à titre d'exemple l'environnement, l'urbanisme et l'architecture. Les tâches du paysagiste sont de diverses natures : études de dynamiques environnementales et patrimoniales, scénarios d'évolution d'un territoire, amélioration du cadre de vie, conception d'espaces publics, architecture des sols, etc.
Le paysagiste peut travailler pour une maîtrise d'ouvrage publique (commune, EPCI, département, etc.), parapublique (société d'économie mixte ou SEM, bailleurs sociaux, etc.) et privée (particuliers, entreprises). Pour ce faire, le paysagiste peut être mandataire d'un projet, travailler seul, en co-traitance ou en sous-traitance, au sein notamment d'équipes pluridisciplinaires (architectes, urbanistes, ingénieurs, bureaux d'études, écologues, designers, etc.).

### Intervention à différents temps du projet
Le paysagiste peut à la fois travailler au diagnostic d'un site, à la naissance, la définition, l'accompagnement et l'aboutissement d'un projet par sa conception dans l'espace. Il intervient tant en accompagnement, en assistance à maîtrise d'ouvrage (AMO), qu'en maîtrise d'œuvre (MOE).

#### Intervention en amont
Le paysagiste peut être chargé de réaliser des diagnostics territoriaux divers (notamment diagnostics paysagers et urbains) qui peuvent par ailleurs conduire à l'élaboration de pronostics territoriaux (scénarios paysagers). Le paysagiste peut aussi travailler dans la recherche, en se plongeant notamment dans l'histoire des paysages, dans leurs évolutions afin de mieux comprendre leur actualité et pouvoir donner leurs tendances d'évolution.
Le paysagiste peut être sollicité pour son expertise dans la définition d'une politique sur le paysage, dans le cadre de l'élaboration d'un document d'orientation ou de planification territoriale (plan paysage, SRCE, SCoT, PLU et charte paysagère), ou mettre en œuvre et assurer le suivi des propositions de protection et de conservation comme les parcs nationaux, les parcs naturels régionaux, etc. Il s'agit là d'un acte fondateur où le paysagiste se positionne en amont.
Le paysagiste pourra avoir à inspecter des sites, analyser des facteurs comme le climat, le sol, la faune et la flore, les eaux superficielles et souterraines, conseiller des clients et faire des recommandations concernant les méthodes de travail et les séquences d'opérations pour des projets liés au paysage et à l'environnement bâti, identifier et développer des solutions appropriées concernant la qualité et l'utilisation des espaces urbains, péri- ou sub-urbains et ruraux.
La compréhension du site sur lequel travaille le paysagiste l'amène à identifier les différents acteurs qui le composent et à saisir les dynamiques (naturelles, culturelles et sociales) qui l'animent. Certains paysagistes ont une position et un rôle de médiation entre différents acteurs et fait émerger les débats sociaux et politiques. Ils peuvent également être sollicités dans des démarches de concertation et des interventions pédagogiques de sensibilisation à l'environnement.
Le paysagiste travaille dans le conseil et l'accompagnement du maître d'ouvrage à la naissance et la définition d'un projet (assistance à maîtrise d'ouvrage, AMO). En effet, il peut l'aider à comprendre son site, faire émerger des enjeux et des problématiques. C'est notamment le cas des paysagistes conseillers au sein des Conseils d'Architecture, d'Urbanisme et de l'Environnement en France (CAUE). Au-delà, le paysagiste travaille à la définition des objectifs afin définir un projet dans le temps et l'espace. Il peut co-construire la commande avec son maître d'ouvrage. C'est pourquoi le caractère généraliste et multiscalaire du métier de paysagiste est indispensable pour comprendre un territoire, faire émerger et conduire un projet.

#### Intervention en aval
Lorsque le paysagiste est maître d'œuvre, il assure la conception du projet au préalable défini et cadré dans la commande du maître d'ouvrage. Le paysagiste est en mesure de concevoir un projet dans ses plus larges choix (pleins et vides, volumes, topographie, hydrographie, cheminements, palette végétale, matériaux, etc.) à l'aide d'outils d'expression comme le plan, la perspective et le dessin. Il pense et agence l'espace de manière esthétique, fonctionnelle et multi-scalaire.
Pour sa réalisation, le paysagiste est en mesure de programmer le projet, d'en estimer le coût, d'en définir les modalités techniques de réalisation (comme le choix de matériaux et de mises en œuvre). Lorsqu'il est mandataire de la maîtrise d'œuvre, il  définit les entreprises qui seront amenées à réaliser le projet et est amené à suivre le chantier. Il réalise un large dossier sur les spécifications des travaux, les estimations des coûts et des calendriers,.

### Champs d'intervention du paysagiste et évolutions
Le paysagiste intervient dans une très grande diversité d'espaces, de sites et de territoires qui sont décrits et développés dans la page Wikipédia Architecture du paysage.

#### Exemples d'intervention du paysagiste
Il peut intervenir dans des territoires majoritairement ruraux ou urbanisés. Il peut être amené à travailler dans l'analyse ou la conception d'espaces urbains comme les zones résidentielles, les jardins publics et les terrains de jeux, les campus universitaires ou les espaces paysagers des centres commerciaux. Plus précisément et à titre d'illustration, il intervient dans l'espace public tels que les rues, les parcs, les jardins botaniques, les cimetière et les mémoriaux.
Il peut parfois être amené à concevoir des terrains de golf et penser le paysage des infrastructures routières, des zones d'activités. Le paysagiste intervient dans la requalification et la restauration de berges en milieux urbanisés comme naturels. De plus, il traite plus récemment la problématique des friches ,, dans le cadre de la réhabilitation urbaine et le renouvellement urbain.

#### Outils et leviers du paysagiste
Le paysagiste dispose d'une diversité des moyens d'action de natures différentes : outils de planification et de réglementation, connaissance de la maîtrise foncière, définition programmatique et conseil, aménagement opérationnel, maîtrise d'œuvre, chartes paysagères et conventions.

#### Ouverture et diversification du métier paysagiste
La profession de paysagiste se diversifie et s'oriente entre autres vers la préservation et l'économie des ressources naturelles et culturelles (terre, eau, forêt, agriculture, etc.), l'adaptation des projets aux changements climatiques, la renaturation (réimplantation de la nature en ville, renouvellement, recyclage, dépollution) et la reconversion des friches urbaines.

## Statuts de la profession dans le monde

### En Europe
En Europe, la profession de paysagiste est accompagnée par la European Federation for Landscape Architecture (EFLA, français : Fédération européenne pour l'architecture du paysage), qui a notamment pour mission de soutenir et promouvoir la profession d'architecte paysagiste à travers l'Europe, et de représenter la profession à l'international. Au moins 16 pays organisent un enseignement supérieur de paysagiste en général du niveau bac +3 à bac +5.
De plus, il existe le Conseil européen des écoles d'architecture du paysage (ECLAS), ayant pour objectif « de favoriser et de développer des bourses d'études en architecture du paysage à travers l'Europe par le renforcement des contacts et l'enrichissement du dialogue entre les membres de la communauté académique du paysage en Europe, et en représentant les intérêts de cette communauté au sein du contexte social et institutionnel européen. ». L'ECLAS compte 183 universités membres à travers le monde (dont 135 en Europe) et 40 universités affiliées.

#### En France
L'usage du terme « paysagiste » est longtemps resté ouvert en France.
En 2014, le diplôme d'État de paysagiste est créé à l'issue de la promulgation du décret no 2014-1400 du 24 novembre 2014. L'article 174 de la Loi no 2016-1087 du 8 août 2016 pour la reconquête de la biodiversité, de la nature et des paysages précise que seuls peuvent se prévaloir, dans le cadre de leur exercice professionnel du titre de « paysagistes concepteurs », les titulaires d'un diplôme délivré par un établissement de formation agréé et permet de dissocier le paysagiste concepteur diplômé d'une école supérieure de paysage en France du réalisateur des travaux de terrain communément nommé entrepreneur paysagiste, jardinier-paysagiste ou paysagiste-ouvrier.
Le paysagiste concepteur peut être diplômé d'une école nationale supérieure de paysage (Paysagiste DE), avoir obtenu une formation délivrée par la Fédération Française du Paysage ou être ingénieur paysagiste.
- - Codes ROME.

En 2017, cinq codes ROME sont liés directement avec la profession.
• A1203 : « Entretien des espaces verts » qui comprend : Chef d'équipe paysagiste, jardinier / jardinière paysagiste, ouvrier / ouvrière paysagiste et technicien / technicienne paysagiste.
• A1303 : « Ingénierie en agriculture et environnement naturel » qui comprend : Ingénieur / ingénieure paysagiste.
• B1101 : « Création en arts plastiques » qui comprend : Peintre paysagiste.
• F1101 : « Architecture du BTP » qui comprend : Architecte paysagiste et architecte paysagiste urbain / urbaine.
• F1104 : « Dessin BTP » qui comprend : Dessinateur / dessinatrice paysagiste.
- Conventions collectives. Les conventions collectives ou codes NAF/APE correspondants sont en rapport avec leurs codes ROME respectifs, ils sont régis, essentiellement, par les textes officiels des entreprises du paysage (8130Z anc. 014B) en complément de la convention 7111Z des activités d’architectures paysagères.

#### En Belgique
Une des plus anciennes institutions est celle de l’ancienne école pratique d'horticulture qui a été créée en 1848 à Vilvorde et siège depuis 1969 sur le campus de l'institut supérieur industriel agronomique de Gembloux en Belgique. Elle forme encore actuellement des architectes des jardins et du paysage (acronyme Ajp) de niveau European Bachelor avec 180 ECTS et a formé des licenciers (de 2003 à 2007) puis architectes paysagistes (LAr ou LA) en quatre puis cinq ans de 2007 à 2012. Depuis 2013, cette dernière formation est universitaire à l'université de Liège. Cette formation multidisciplinaire de 180 + 120 crédits ECTS est alors obtenue en codiplômation avec la Faculté d'Architecture La Cambre-Horta de l'ULB, l'Institut Supérieur agronomique de la Haute Ecole Charlemagne et in fine la Faculté Agro-Bio Tech d'ULiège (ULG). Une autre ancienne institution est l'université de Berlin dès 1929.

#### En Suisse
En Suisse romande, le bachelor d'architecte paysagiste HES à 180 ECTS est proposé par la Haute école du paysage, d’ingénierie et d'architecture de Genève (hepia). La filière Architecture du paysage a été créée en 1976 au sein de l'Ecole d'ingénieurs de Lullier (EIL). Le Master en développement territorial conjoint de l'Université de Genève et de hepia est la suite logique du bachelor.La profession est régie par la European Landscape Convention, adoptée le 20 octobre 2000 à Florence (Italie) et entrée en vigueur le 1er mars 2004, ouverte à la signature des États membres et à l'adhésion de la Communauté européenne (transférée en 2009 à l'Union européenne) et des États non-membres. Cette convention fait partie du travail du Conseil de l'Europe sur le patrimoine naturel et culturel, l'aménagement du territoire et l'environnement.

### En Amérique du Nord

#### Aux États-Unis
La profession solennelle d'architecte paysagiste a été fondée aux États-Unis dû à un besoin de formaliser cette pratique ainsi que le nom de la profession, ce qui a été résolu en 1899 par la création de l'American Society of Landscape Architects (ASLA, français : Association américaine des architectes paysagistes). Avec 11 membres lors de sa fondation, l'ASLA a depuis évolué et compte maintenant plus de 18 000 membres et 48 branches, représentant les 50 États, les territoires américains et 42 pays à travers le monde, ainsi que 68 branches d'étudiants. Elle a pour but principal de diriger, d'éduquer et de participer à la gestion, la planification et la conception artistique de l'environnement culturel et naturel.

#### Au Canada
Au Canada, la profession est reconnue sous le code CNP 2152-A et est réglementée en Colombie-Britannique, au Manitoba, au Nunavut et en Ontario, ce qui veut dire que même si une personne détient un permis de travailler en tant qu'architecte paysagiste dans une des six autres provinces canadiennes, elle ne pourra pas exercer la profession dans ces quatre provinces sans l'accréditation d'une de ces provinces. Elle est encadrée au niveau fédéral par l'Association des architectes paysagistes du Canada (AAPC) (anglais : Canadian Society of Landscape Architects, CSLA), qui a pour mission principale de représenter la profession à travers le pays, et est « chargée d’élaborer et de dispenser des programmes et services pertinents et de haute qualité ».
Au Québec, la profession d'architecte paysagiste n'est pas réglementée et l'appellation non protégée. Elle est toutefois représentée par l'Association des architectes paysagistes du Québec (AAPQ).
Le titre « architecte » est strictement protégé dans plusieurs pays et réservé exclusivement aux architectes en construction ou du bâtiment. Au Québec (Canada) il est  exclusivement réservé aux membres de l'Ordre des architectes du Québec, les architectes paysagiste diplômés après 1er février 1974 n'ont donc pas le droit d'utiliser ce titre. Une alternative proposée est « conseiller en architecture du paysage». En Europe, il en est de même pour l'Espagne et la France.

## Écoles francophones du paysage

### Belgique
- Université de Liège (Gembloux Agro-Bio-Tech), Licence et Master
- Université Libre de Bruxelles (Faculté de la Cambre-Horta) Licence et Master en partenariat avec l'ULG
- Haute-Ecole Charlemagne (ISIa Gembloux), cycle court 3 ans (architecte des jardins) et cycle long (partenariat avec l'ULG)
- Institut Arthur Haulot à Bruxelles

Il n'existe pas d'ingénieur du paysage en Belgique [réf. nécessaire]

### France
Les formations de Paysagiste se répartissent en fonction du diplôme délivré :
Concepteur ou Paysagiste Diplômé d'État (Paysagiste DE)
- École nationale supérieure de paysage de Versailles et Marseille - ENSP
- École nationale supérieure d'architecture et de paysage de Bordeaux - ENSAPBX
- École nationale supérieure d'architecture et de paysage de Lille - ENSAPL
- École nationale supérieure de la nature et du paysage de Blois - ENSNP, école interne de l'INSA Centre-Val de Loire

  

Concepteur diplômé d'ESAJ (Paysagiste DESAJ)
- École Supérieure d'Architecture des Jardins et des Paysages de Paris - ESAJ

Ingénieur 
- Agrocampus Ouest, ex-Institut national d'horticulture et de paysage d'Angers Diplôme d'ingénieur-concepteur Paysagiste DE (Membre du groupement des Écoles du Paysage)
- Institut des techniques de l'ingénieur en aménagement du paysage et de l'espace à Lille et Antibes Diplôme d'ingénieur

Jardinier
- BTSA Aménagements Paysagers (chef d'équipe à conducteur de travaux, chef d'entreprise)
- BAC PRO Aménagements paysagers (ouvrier à chef d'équipe, chef d'entreprise)

Autres formations liées à l'aménagement paysager
- CAPA Travaux paysagers
- Brevet Professionnel Agricole Travaux d'aménagements paysagers, spécialité Travaux de création et d'entretien
- Certificat de Qualification Professionnelle (CQP) maçonnerie paysagère
- Agrocampus ouest, ex-Institut national d'horticulture et de paysage à Angers
- Institut des techniques de l'ingénieur en aménagement du paysage et de l'espace à Lille et Antibes
- Licence professionnelle en aménagement du paysage à Marseille, Angers, Lyon
- École d'horticulture à Romans-sur-Isère (Drôme, 26)
- École d'horticulture et de paysage à Roville-aux-Chênes (Vosges, 88)
- Centre de formation à Courcelles-Chaussy (Moselle, 57)
- École d'horticulture de Saint-Ilan à Langueux (Côtes-d'Armor, 22)
- Institut agricole privé de Genech (Nord, 59)
- École du Paysage et de l'Horticulture à Saint Gabriel Brécy (Calvados, 14)
- La Lande de la rencontre à Saint-Aubin-du-Cormier (Bretagne, 35)

### Suisse
- Haute École du paysage, d'ingénierie et d'architecture de Genève
- L'École d'ingénieurs de Lullier à Genève fait partie de la Haute école du paysage, d'ingénierie et d'architecture de Genève depuis 2009
- Institut d'architecture de l'université de Genève à Genève a fermé en 2009

### Canada
- École d'architecture et de paysage à Montréal

## Paysagistes de renom
- André Le Nôtre (1613-1700), français, était « jardinier du Roi » Louis XIV, jardins à la française.
- Jean-Baptiste Alexandre Le Blond (1679-1719), français, Le projet de 1717 pour la ville de Saint-Pétersbourg.
- Gabriel Thouin (1747-1829), auteur du Plan raisonné de toutes les espèces de jardins (1820).
- Étienne Soulange-Bodin (1829-1846)
- Comte de Choulot (1794-1864) Auteur de 'l'Art des jardins'
- Denis et Eugène Bühler (1811-1890) et (1822-1907), français.
- Jean Claude Nicolas Forestier (1861-1930), français, système de parcs.
- Jules Vacherot (1862-1925), français.
- Beatrix Farrand (1872-1959), américaine.
- Jacques Gréber (1882-1962), français.
- Sir Geoffrey Jellicoe (en) (1900-1996), britannique.
- Maria Teresa Parpagliolo (1903-1974), italienne.
- René Pechère (1908-2002), Belge, jardins à la française.
- Jacques Wirtz (en) (1924-2018), Belge.
- Jacques Sgard (1929- ), français.
- Michel Corajoud (1937-2014), français.
- Allain Provost (1938- ), français.
- Gilles Clément (1943- ), français.
- Philippe Thébaud (1946- ), français.
- François Goffinet (1955- ), Belge.
- Louis Benech (1957- ), français.
- Michel Desvigne (1958- ), français.
- Benoît Fondu (1960- ), Belge.
- Jean-Noël Capart (?- ), Belge.
- Joseph De Gryse (?- ), Belge, président de l'ABAJP.
- Pascal Cribier (1953-2015), français.
- Jacques Simon (paysagiste) (1929-2015), français.